# 朱家渡桥
29°54′07.4″N 121°41′51.5″E / 29.902056°N 121.697639°E
朱家渡桥，俗名五眼桥，是浙江省宁波市北仑区境内的一座古桥。桥梁位于小港街道姚张村姚家斗自然村东北，南北向横跨小浃江，始建于明万历三十二年（1604年），现存桥梁建于清光绪二十四年（1898年），此后有修复。桥梁为五孔石梁桥吗，长49.2米，其中正桥长30.5米，宽2.25米，高3.5米。2023年9月1日被列入宁波市文物保护单位。